# 保罗·马尔蒂尼
保罗·切萨雷·马尔蒂尼（義大利語：Paolo Cesare Maldini，1968年6月26日—），出生于米兰，意大利已退役足球运动员。10歲就隨父親成為AC米蘭一份子。曾長期擔任意大利隊和AC米蘭隊的隊長。他能出任左後衛和中後衛。自青年隊開始直到退役只效力于AC米蘭隊，由1985年1月20日（16歲），至2008年2月（40歲）間，他立下為球隊上陣正式比賽超過1000場的里程碑，是意甲史上至今為止上陣紀錄第三高的球員。也是參加米蘭德比最多、為同一家俱樂部效力最久、代表國家隊參賽最多的球員。職業生涯奪得5次歐洲冠軍聯賽冠軍、7次意甲聯賽冠軍等26座獎杯。2009年5月31日，這位年屆41歲的一代傳奇正式退役。退役後，AC米蘭將他的3號球衣也一併封存，3號球衣只有待他的兒子他朝可以繼承。2018年8月5日AC米蘭官方宣佈由他擔任AC米蘭足球俱樂部體育戰略發展總監。
他於1994年曾獲頒英國《世界足球》雜誌“世界最佳足球員”稱號，並於同年獲得國際足聯世界足球先生第二名，是當時唯一獲得這一榮譽的後衛球員。2003年告別國家隊后，他獲頒歐洲足協終生成就獎，亦是迄今為止唯一一位獲得此獎的足球運動員。

## 俱乐部
1985年1月20日，马尔蒂尼首次在意大利甲级联赛参加比赛。本场比赛AC米兰队客场1：1平。馬甸尼的职业生涯十分辉煌，为AC米兰队赢得了众多奖杯（到他2009年退役为止，包括7次联赛冠军，5次欧洲冠军杯冠军）。在他竞技水平的巅峰时期，馬甸尼无疑是世界上最优秀的后卫之一。他的核心组织能力、冷静的性格和完美的防守使他成为了世界著名的球星。1995年，馬甸尼在世界足球先生的评选中，得票为第二名。
2005年9月25日，马尔蒂尼上陣对時創下572次意甲出場紀錄，打破前尤文图斯门将佐夫的570次的紀錄。由1985年1月20日（16歲），至2008年2月（40歲）間，他立下為球隊出場各項正式賽事超過1000場的里程碑.
马尔蒂尼2005年11月14日在接受媒体采访时，首次透露了他的退役日期，称他将在2007年正式挂靴。马尔蒂尼在AC米兰俱乐部一线队效力了20多年，足球已经成为他生命中最重要的一个部分。“我热爱这个职业，我无法想像今后没有足球的生活。”他说，“现在，我每天都在享受足球带来的快乐，我仍然希望能够好好训练，保持良好的竞技状态。”
马尔蒂尼的职业生涯的最后一场比赛是2009年5月31日AC米兰做客2-0取胜佛罗伦萨，而之前的5月24日他最后一次在圣西罗球场的演出是米兰主场2-3负于罗马。

## 国家队
马尔蒂尼还是为意大利服役时间最长的运动员。但是，尽管他曾带领国家队进入1994年世界杯决赛和2000年的欧洲足球锦标赛决赛，但都未能最终赢得胜利。在2002年世界杯比赛结束后，他带着126次出場次數（从1988年到2002年）和7個入球离开国家队。马尔蒂尼作为意大利队队长出赛国际比赛的次数为74次。
意大利国内的舆论都强烈要求他坚持到2004年欧洲杯后再退役，但是他以“个人原因”拒绝了国民的要求。马尔蒂尼退出国家队，也带来了问题。虽然他几乎得到每个人的尊重，但他之后没有一名球员能这样令人信服。马尔蒂尼之后，意大利国家队要出现一个维奇尼时代的维亚利、萨基时代的巴雷西或是更远的贝阿尔佐特时期的佐夫那样的领袖人物，还需要等上很久。
他的父亲老马尔蒂尼也曾在60年代为AC米兰队踢球，并在1963年获得过冠军杯。此外，老马尔蒂尼也曾在1998年世界杯期间担任意大利国家队主教练（被后来夺冠的法国队在四分之一决赛中点球淘汰），并于2002年世界杯期间担任巴拉圭国家队的主教练。老马尔蒂尼还在2000-2001赛季的意甲联赛中临时担任过AC米兰队的主教练（仍以保罗为队长），并取得过不错的成绩。老马尔蒂尼多年来担任AC米兰队的首席球探，为AC米兰队在世界各地奔波寻找有潜力的新秀。

## 風格
馬爾蒂尼在球場上擁有極佳的視野與領導能力。作為後衛球員他亦以果斷的出腳拼搶以及出色的貼身防守聞名於世，即便這樣；他亦是一位經常被其他球員和教練讚賞為“動作果斷但從不粗野”的非暴力後衛。作为一名伟大的左后卫，马尔蒂尼除了优良的一对一防守才能与出众的补位意识之外，进攻也有自己独到的特点。虽然是一名右脚球员，但是马尔蒂尼的左脚能力亦毫不逊色，这样也令他可以自由选择传中的方式，偶尔的突然前插也成为了球队在无法打开僵局时的一种手段。
身體質素極高、擁有最完美的防守技術和領袖才能。在世界最頂尖球員們的腳下奪球後還總能將球護好傳給隊友而且從不傷人，他場上場下的素養也堪稱職業球員的完美典範。被公認為世界足壇史上第一左後衛及世界足壇最偉大的足球後衛之一。是AC米蘭和義大利足球歷史上的旗幟人物之一，被譽為「天生的領袖」。左右腳技術同樣精準的他能出任左後衛或中後衛。自青年隊開始長期保持穩定最高競技水準直到退役的三十一年足球生涯中他一直只效力於AC米蘭隊。

## 家庭
马尔蒂尼的父亲切萨雷·马尔蒂尼也是一名足球运动员，在职业生涯与执教生涯中均获得了成功。
1994年，马尔蒂尼与委内瑞拉模特阿德尼安娜·费莎结婚，有两子：基斯甸·马尔蒂尼和丹尼尔·马尔蒂尼。基斯甸司職後衛，現時效力意丙球會芬奴，而次子丹尼爾則跟隨父親步伐效力米蘭。

## 主要荣誉

### 集體榮譽
AC米兰
- 意甲联赛冠军：1987-88年、1991-92年、1992-93年、1993-94年、1995-96年、1998-99年、2003-04年
- 意大利杯冠军：2003年
- 意大利超級盃冠軍：1988年、1992年、1993年、1994年、2004年
- 歐洲冠軍聯賽：1989年、1990年、1994年、2003年、2007年
- 超级杯冠军：1989年、1990年、1994年、2003年、2007年
- 丰田杯：1989年、1990年
- 世俱杯：2007年

### 個人榮譽
意大利共和國優秀榮譽勳章
意大利共和國騎士勳章
- 《世界足球》世界最佳球员 第一名 1995年
- 国际足联 世界足球先生 第二名 1995年
- 布拉沃奖（英语：Bravo Award） 第一名 1989年
- FIFA 100 2004年
- 國際職業足球員協會年度最佳阵容 2004年
- 意甲联赛年度最佳防守球员（英语：Serie A Defender of the Year） 第一名 03年,04年,05年,09年
- 加塔諾·西雷阿職業球員楷模獎 第一名 2002年
- 吉亞琴托·法切蒂奖 2008年
- 歐洲足聯終身成就獎 2009年
- 意甲聯賽出場紀錄 647場
- 歐洲球會賽事出場紀錄 174場
- 國際足聯世界盃賽出場時間紀錄 2216分鐘

## 职业生涯记录
| 赛季    | 效力球队 | 联赛           | 本土联赛 *1 | 本土联赛 *1 | 欧洲赛事 *2 | 欧洲赛事 *2 | 本土盃賽 | 本土盃賽 | 总数 | 总数 |      |      |      |
| ------- | -------- | -------------- | ----------- | ----------- | ----------- | ----------- | -------- | -------- | ---- | ---- | ---- | ---- | ---- |
| 赛季    | 效力球队 | 联赛           | -           | -           | -           | 出场        | 入球     | 出场     | 入球 | 出场 | 入球 | 出场 | 入球 |
| 1984-85 | AC米兰   | 意大利甲级联赛 | 1           | 0           | -           | -           | -        | -        | 1    | 0    |      |      |      |
| 1985-86 | AC米兰   | 意大利甲级联赛 | 27          | 0           | 6           | 0           | 6        | 0        | 40   | 0    |      |      |      |
| 1986-87 | AC米兰   | 意大利甲级联赛 | 29          | 1           | -           | -           | 8        | 0        | 37   | 1    |      |      |      |
| 1987-88 | AC米兰   | 意大利甲级联赛 | 26          | 2           | 2           | 0           | 1        | 0        | 29   | 2    |      |      |      |
| 1988-89 | AC米兰   | 意大利甲级联赛 | 26          | 0           | 7           | 0           | 7        | 0        | 40   | 0    |      |      |      |
| 1989-90 | AC米兰   | 意大利甲级联赛 | 30          | 1           | 8           | 0           | 9        | 0        | 47   | 1    |      |      |      |
| 1990-91 | AC米兰   | 意大利甲级联赛 | 26          | 4           | 4           | 0           | 5        | 0        | 35   | 4    |      |      |      |
| 1991-92 | AC米兰   | 意大利甲级联赛 | 31          | 3           | -           | -           | 7        | 1        | 38   | 4    |      |      |      |
| 1992-93 | AC米兰   | 意大利甲级联赛 | 31          | 2           | 10          | 1           | 9        | 0        | 50   | 3    |      |      |      |
| 1993-94 | AC米兰   | 意大利甲级联赛 | 30          | 1           | 10          | 1           | 6        | 0        | 46   | 2    |      |      |      |
| 1994-95 | AC米兰   | 意大利甲级联赛 | 29          | 2           | 11          | 0           | 4        | 0        | 43   | 2    |      |      |      |
| 1995-96 | AC米兰   | 意大利甲级联赛 | 30          | 3           | 8           | 0           | 3        | 0        | 41   | 3    |      |      |      |
| 1996-97 | AC米兰   | 意大利甲级联赛 | 26          | 1           | 6           | 0           | 4        | 0        | 36   | 1    |      |      |      |
| 1997-98 | AC米兰   | 意大利甲级联赛 | 30          | 0           | -           | -           | 7        | 0        | 37   | 0    |      |      |      |
| 1998-99 | AC米兰   | 意大利甲级联赛 | 31          | 1           | -           | -           | 2        | 0        | 33   | 1    |      |      |      |
| 1999-00 | AC米兰   | 意大利甲级联赛 | 27          | 1           | 6           | 0           | 5        | 0        | 38   | 1    |      |      |      |
| 2000-01 | AC米兰   | 意大利甲级联赛 | 31          | 1           | 14          | 0           | 4        | 0        | 49   | 1    |      |      |      |
| 2001-02 | AC米兰   | 意大利甲级联赛 | 15          | 0           | 4           | 0           | -        | -        | 19   | 0    |      |      |      |
| 2002-03 | AC米兰   | 意大利甲级联赛 | 29          | 2           | 19          | 0           | 1        | 0        | 49   | 2    |      |      |      |
| 2003-04 | AC米兰   | 意大利甲级联赛 | 30          | 0           | 9           | 0           | 3        | 0        | 42   | 0    |      |      |      |
| 2004-05 | AC米兰   | 意大利甲级联赛 | 33          | 0           | 13          | 1           | 1        | 0        | 47   | 1    |      |      |      |
| 2005-06 | AC米兰   | 意大利甲级联赛 | 14          | 2           | 9           | 0           | -        | -        | 23   | 2    |      |      |      |
| 2006-07 | AC米兰   | 意大利甲级联赛 | 18          | 1           | 9           | 0           | -        | -        | 27   | 1    |      |      |      |
| 2007-08 | AC米兰   | 意大利甲级联赛 | 17          | 1           | 4           | 0           | 2        | 0        | 23   | 1    |      |      |      |
| 2008-09 | AC米兰   | 意大利甲级联赛 | 30          | 0           | 2           | 0           | -        | -        | 32   | 0    |      |      |      |
| 累计    | 累计     | 累计           | 647         | 29          | 161         | 3           | 1        | 72       | 902  | 33   |      |      |      |

*1：并未包括意大利超级杯的比赛
*2：并未包括欧洲超级杯的比赛